# 鄉愁 (生物股長單曲)
《鄉愁》（日语：ノスタルジア）是日本組合生物股長的第17張單曲，於2010年3月10日由Epic Records Japan發行。

## 概要
本作跟前作《笑中帶淚》相隔4個月發售，是生物股長在2010年發行的第1張單曲。單曲在初回期間附送「生物卡片018」一張。這張單曲是生物股長第5次跟電影有商業搭配。
單曲以首周銷量約2.6萬張取得Oricon公信榜周榜第3位，為組合相隔2張單曲，亦是第3次取得周榜頭三位。

## 歌曲
單曲收錄了3首歌曲，分別是《鄉愁》（ノスタルジア）、《穿越時空的少女》（時をかける少女）和《YELL -大合唱-》（YELL -合唱付-）。此外單曲亦收錄了《鄉愁》的純音樂版本。
A面曲《鄉愁》原本收錄於生物股長獨立製作時期的第1張專輯，是成員水野良樹開始作曲時寫的曲子之一。其後這首歌被用作2010年電影《穿越時空的少女》的主題曲，並收錄到這張單曲內。據成員所講，原本電影製作方要求他們製作一首新歌，但之後重新檢視《鄉愁》的歌詞，發現這首歌相當適合用作這部電影的主題曲。例如歌詞中有「（時鐘的針）」等相關詞語。另外歌詞亦為了電影而修改了，故跟收錄在專輯的版本有部份不同。
B面曲《穿越時空的少女》則是上述電影的插曲。這首歌原是原田知世於1983年發行的歌曲，單曲收錄了的是組合翻唱的版本，由江口亮重新編曲。這是組合自2007年單曲《耀眼的人/青春之扉》以來再次翻唱歌曲。另一首B面曲《YELL -大合唱-》則是《YELL》（2009年發行）跟NHK兒童合唱團的合唱版。
音樂影片（PV）方面，飾演《穿越時空的少女》主角的仲里依紗參與了《鄉愁》音樂影片的演出。《穿越時空的少女》的音樂影片則以上述電影的片段組成，因此仲里依紗亦出現於這部PV內。

## 歌曲列表
| CD   | CD                  | CD         | CD         | CD       | CD   |
| 曲序 | 曲目                | 词曲       | 编曲       | 合唱編曲 | 时长 |
| ---- | ------------------- | ---------- | ---------- | -------- | ---- |
| 1.   | 鄉愁                | 水野良樹   | 島田昌典   | －       | 5:39 |
| 2.   | 穿越時空的少女      | 松任谷由實 | 江口亮     | －       | 4:11 |
| 3.   | YELL -大合唱-       | 水野良樹   | 松任谷正隆 | 鷹羽弘晃 | 5:59 |
| 4.   | 鄉愁 -instrumental- | －         | －         | －       |      |

## 註腳
1. ↑  原曲《穿越時空的少女》（時をかける少女）由作曲及填詞者松任谷由實的丈夫——松任谷正隆（日语：松任谷正隆）負責編曲。

## 外部連結
- 生物股長官方網站（日語）
- Sony Music （页面存档备份，存于）（日語）
- 台灣索尼音樂